# 大町文衛
大町 文衛（おおまち ふみえ、1898年（明治31年）3月27日 - 1973年（昭和48年）1月10日）は、昆虫学者、随筆家。三重大学名誉教授。文豪・大町桂月の次男。コオロギ類の研究で知られ、「コオロギ博士」と呼ばれた。

## 経歴

### 戦前
1898年（明治31年）3月27日、東京府で、大町桂月の次男として生まれる。兄は化学者の大町芳文。1914年（大正3年）3月、東京府立第四中学校卒業。1917年（大正6年）3月、第一高等学校卒業。1921年（大正10年）7月、東京帝国大学農学部農学科卒業。在学中、石川千代松に師事して細胞遺伝学を学び、染色体の研究材料としてコオロギを取り上げたことをきっかけに、昆虫の種と進化の問題に取り組み、多くの成果を挙げた。更にスズムシの間性と性決定機構の研究を行い、やがてコオロギ類全般について、分布、形態、生態および生理などの各分野に研究を展開、「コオロギ博士」と呼ばれるようになった。
1923年（大正12年）3月、東京府立第5中学校教諭。1924年（大正13年）4月、徳川生物学研究所研究員となる。自由学園勤務を経て、1932年（昭和7年）4月、東京帝国大学農学部助手。1933年（昭和8年）9月、「コオロギ類染色体の比較研究」により同大学農学博士。同年12月三重高等農林学校教授となり、津市に赴任。三重県はコオロギの種類が多く、大町は研究室でコオロギを飼育し、近似種間の交雑実験や生態の観察を行った。動物学・昆虫学・実験遺伝学を講義。
1936年（昭和11年）、新設された同大学農林博物館の初代館長となる（-1946年）。1941年（昭和16年）に『虫・人・自然』、1943年（昭和18年）に『日本昆虫記』など、随筆を執筆。

### 戦後
1950年（昭和25年）4月、改組により三重大学農学部教授。1953年（昭和28年）、台風13号により海岸堤防が決壊し自宅が浸水。1958年（昭和33年）1月、フランスのソルボンヌ大学に交換教授として派遣され、クザン博士とコオロギの交雑研究を行い、ショパール博士と日本産コオロギの原記載やタイプ標本を照合するなどした。1961年（昭和36年）12月、三重大学を定年退官。1962年1月、津市立三重短期大学学長。1965年（昭和40年）7月、名古屋市立女子短期大学学長、同年8月名古屋市に転居。1969年（昭和44年）5月に退職。退職後はライフワークの集大成である日本産コオロギ類モノグラフの原稿を整理し、出版準備をしていた。
1970年（昭和45年）11月、体調を崩し、療養のため名古屋から長女の嫁ぎ先である仙台へ移住。1973年（昭和48年）1月10日、東北大学付属病院で死去、享年74。墓は東京都豊島区の雑司ヶ谷霊園にある。

## 栄典
- 1962年3月 三重大学名誉教授[3][4]。
- 1965年10月 日本昆虫学会名誉会員[3]。
- 1969年11月 勲2等瑞宝章[3]。
- 1970年4月 日本応用動物昆虫学会名誉会員[4]。

## 趣味
- 随筆の執筆で多くの知己を得たほか、長らく俳句の同人となっており、句友も多かった[3][4]。
- クラシック音楽、特にベートーベンの弦楽四重奏曲が好きだった[3]。
- ラグビーが趣味で、長らく三重大学ラグビー部の部長を務めた[3][4]。

## 著書・論文

### 著書
- 『最近自然科学十講』太陽堂書店 1923年 NDLJP:979071
- 『博物標本の作り方』誠文堂〈少年技師ハンドブツク〉 1931年 NDLJP:1111071
- 『虫・人・自然』甲鳥書林 1941年 NDLJP:1123442
  - 『虫・人・自然』養徳社 1948年 3版 NDLJP:2934311
- 『日本昆虫記』朝日新聞社 1943年 NDLJP:1064300
  - 『日本昆虫記』朝日新聞社〈朝日文化手帖〉 1953年 NDLJP:1372310
  - 『日本昆虫記』角川書店〈角川文庫〉 1959年 NDLJP:1377760
  - 『日本昆虫記』講談社〈講談社学術文庫〉 1982年 ISBN 4061585665
  - 『日本昆虫記』角川書店〈角川ソフィア文庫〉 2019年 ISBN 978-4044004743
- 『染色体を見る人の話』生活社 1946年 NDLJP:1064069
- 『虫と人と自然と 随筆集』東和社 1953年 NDLJP:2934259
- 『よしきりものがたり』筑摩書房〈新版小学生全集〉 1963年 NDLJP:1626893
- 『大町博士書簡集』小川正彦編 私家版 1989年 全国書誌番号:90022420

### 翻書
- カール・エヴァルト（英語版）『よしきり物語』甲鳥書林 1942年 NDLJP:1717595

### 論文
- 上島 (1973, pp. 263–265)を参照。